# Vertavillo (kommunhuvudort)
Vertavillo är en kommunhuvudort i Spanien.   Den ligger i provinsen Provincia de Palencia och regionen Kastilien och Leon, i den centrala delen av landet, 170 km norr om huvudstaden Madrid. Vertavillo ligger 817 meter över havet och antalet invånare är 214.
Terrängen runt Vertavillo är platt. Runt Vertavillo är det mycket glesbefolkat, med 7 invånare per kvadratkilometer. Närmaste större samhälle är Venta de Baños, 16,7 km nordväst om Vertavillo. Trakten runt Vertavillo består till största delen av jordbruksmark.